# Ribbträsket
Ribbträsket är en sjö i Sorsele kommun i Lappland och ingår i Umeälvens huvudavrinningsområde. Sjön har en area på 0,868 kvadratkilometer och ligger 346 meter över havet. Sjön avvattnas av vattendraget Ribbträskbäcken.

## Delavrinningsområde
Ribbträsket ingår i det delavrinningsområde (726021-158230) som SMHI kallar för Utloppet av Ribbträsket. Medelhöjden är 387 meter över havet och ytan är 9,27 kvadratkilometer. Det finns inga avrinningsområden uppströms utan avrinningsområdet är högsta punkten. Ribbträskbäcken som avvattnar avrinningsområdet har biflödesordning 3, vilket innebär att vattnet flödar genom totalt 3 vattendrag innan det når havet efter 295 kilometer. Avrinningsområdet består mestadels av skog (88 procent). Avrinningsområdet har 0,86 kvadratkilometer vattenytor vilket ger det en sjöprocent på 9,3 procent.